# ステロイド-17α-モノオキシゲナーゼ
ステロイド-17α-モノオキシゲナーゼ（steroid 17α-monooxygenase）は、ステロイドホルモン生合成酵素の一つで、次の化学反応を触媒する酸化還元酵素である。
ステロイド + 還元型受容体 + O2 {\displaystyle \rightleftharpoons } 17α-ヒドロキシステロイド + 受容体 + H2O
この酵素の基質はステロイド、還元型受容体とO2で、生成物は17α-ヒドロキシステロイド、受容体とH2Oである。補因子としてNADH、NADPH、ヘムを用いる。
この酵素は酸化還元酵素に属し、基質に特異的に作用する。酸素は酸化剤として還元されると同時に基質に取り込まれる。組織名はsteroid,hydrogen-donor:oxygen oxidoreductase (17α-hydroxylating)で、別名にsteroid 17α-hydroxylase; cytochrome P-450 17α; cytochrome P-450 (P-450 17α,lyase); 17α-hydroxylase-C17,20 lyaseがある。